# 조재환 (1964년)
조재환(曺宰煥, 1964년 11월 19일)은 전 KBO 리그 해태 타이거즈의 외야수이다.

## 학력
- 선린중학교
- 중앙고등학교
- 원광대학교